# 赫尔曼·雷梅尔

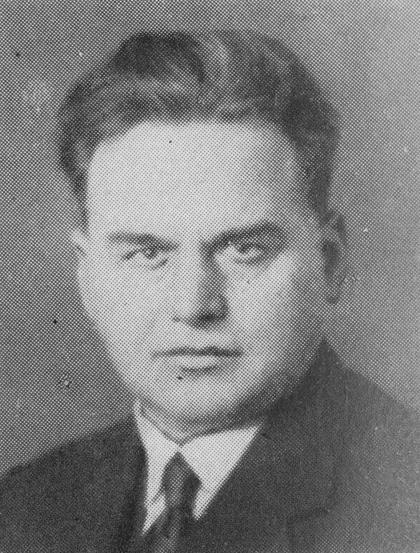
赫尔曼·雷梅尔

赫尔曼·雷梅尔（Hermann Remmele，1880年11月15日 - 1939年3月7日）是德國政治人物，曾加入德国社会民主党、德国独立社会民主党和德国共产党。由於在德国共产党内部鬥爭失败，1933年11月，他被開除出德國共产党中央委员会和政治局，随后他离开德国前往莫斯科。 希特勒上台後，他的德国国籍于1934年3月被吊銷 。雷梅尔本人在大清洗期间被處決。   1988年，苏联法院为其平反。